# Aprionus bullerensis
Aprionus bullerensis är en tvåvingeart som beskrevs av Jaschhof 2004. Aprionus bullerensis ingår i släktet Aprionus och familjen gallmyggor. Inga underarter finns listade i Catalogue of Life.